# Вятка (поезд)

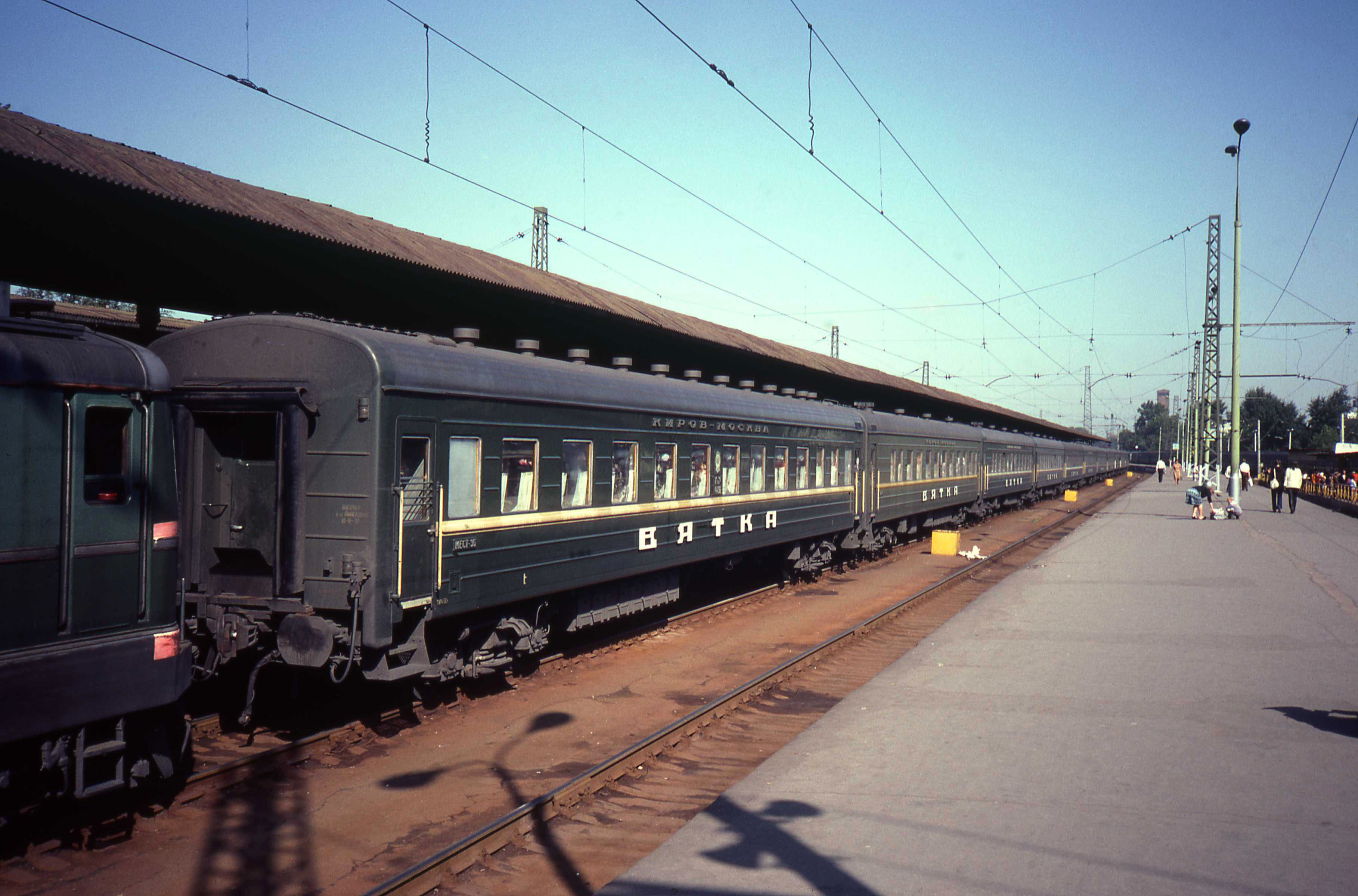
фирменный поезд «Вятка» на станции, 1982 год

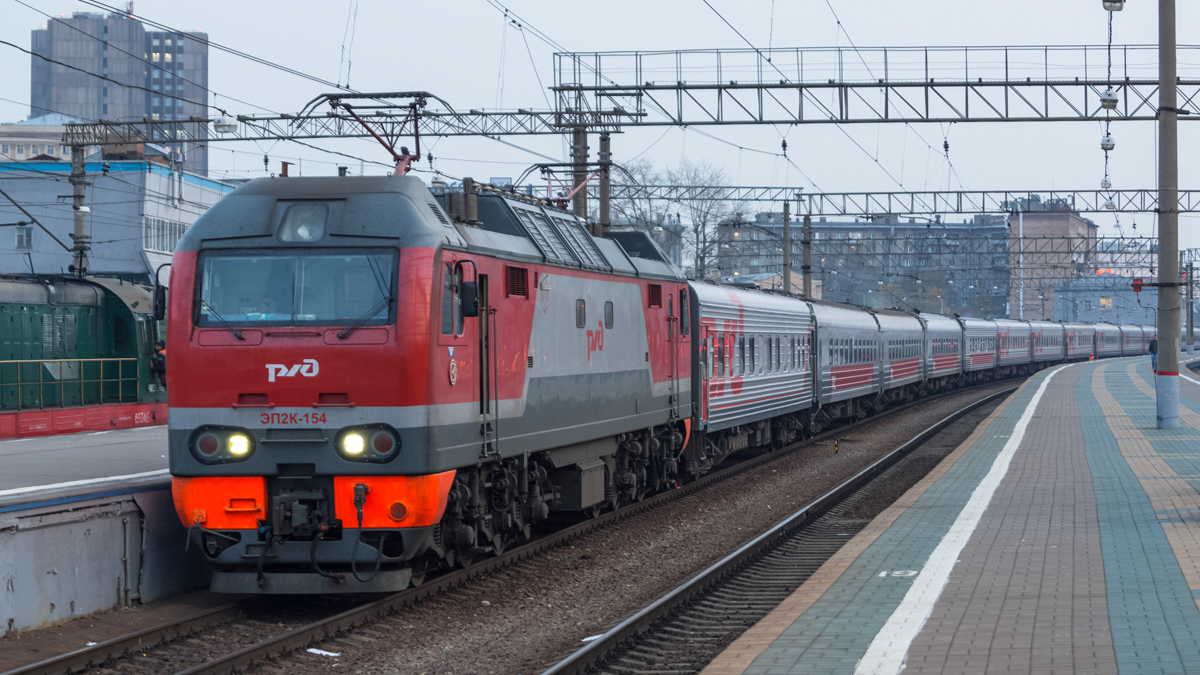
Электровоз ЭП2К-154 с фирменным поездом «Вятка» на станции Москва-Пассажирская-Ярославская, октябрь 2013 года

«Вя́тка» — скорый фирменный пассажирский поезд № 31/32, курсирующий по маршруту Киров — Москва — Киров.

## Название
Название «Вятка» до 1934 года носил город Киров. Помимо города Вяткой также называют весь регион и протекающую по нему реку.

## История
Решение о создании собственного поезда было принято на заседании Кировского обкома КПСС Кировской области. К созданию поезда были подключены многие предприятия Кирова и области — швейные фабрики «Заря» и «8 Марта», Кирово-Чепецкий химкомбинат, предприятия оборонной промышленности и т. д. Недостающие материалы закупались в других регионах в обмен на пиломатериалы, которых в Кировской области в достатке. Создание курировал главный инженер Кировского вагонного депо Донат Михайлович Сапунов.
Для соответствия марке «фирменный» простыни, наволочки и пододеяльники были исключительно льняные, каждому пассажиру выдавался специальный дорожный комплект, куда входили зубная щетка и паста, иголка с ниткой, щетка для чистки обуви и сапожный крем.
Статус фирменного поезда «Вятка» получила 24 октября 1967 года. Запуск поезда был приурочен к 50-летию Советской власти. Проводить поезд в первый путь на перроне Кировского вокзала собралось множество горожан, руководство города и области. Первым начальником «Вятки» был назначен Николай Иванович Валов.
Изначально поезд был выкрашен в стандартный зелёный цвет. В 1997 году начальником ГЖД Омари Шарадзе была утверждена современная красно-сине-жёлтая раскраска, выбранная на специальном конкурсе, проводившемся среди кировчан.
С 26 декабря 2003 года по 30 мая 2004 года «Вятка» базировалась в Москве на Курском вокзале. Это объяснялось капитальным ремонтом линий и загруженностью станции Москва-Ярославская. После множества коллективных жалоб кировчан и личного обращения губернатора Кировской области Николая Шаклеина к президенту РЖД Геннадию Фадееву поезд вернули на прежний Ярославский вокзал.
Сейчас «Вятка» является одним из самых востребованных поездов РЖД.
В 2010 году старый состав преобразился – вагоны заменили на новые в корпоративных цветах «РЖД».
В 2017 году поезд отметил 50-летие работы.